# 13 × 92 mm HR
Die 13 × 92 mm HR war eine 13-mm-Halbrandpatrone des Ersten Weltkrieges. Sie wurde im kaiserlichen Deutschland von Polte und Mauser gemeinsam entwickelt, um im geplanten Tank- und Flieger-MG gegen die britischen Tanks an der Westfront eingesetzt zu werden.

## Entwicklung

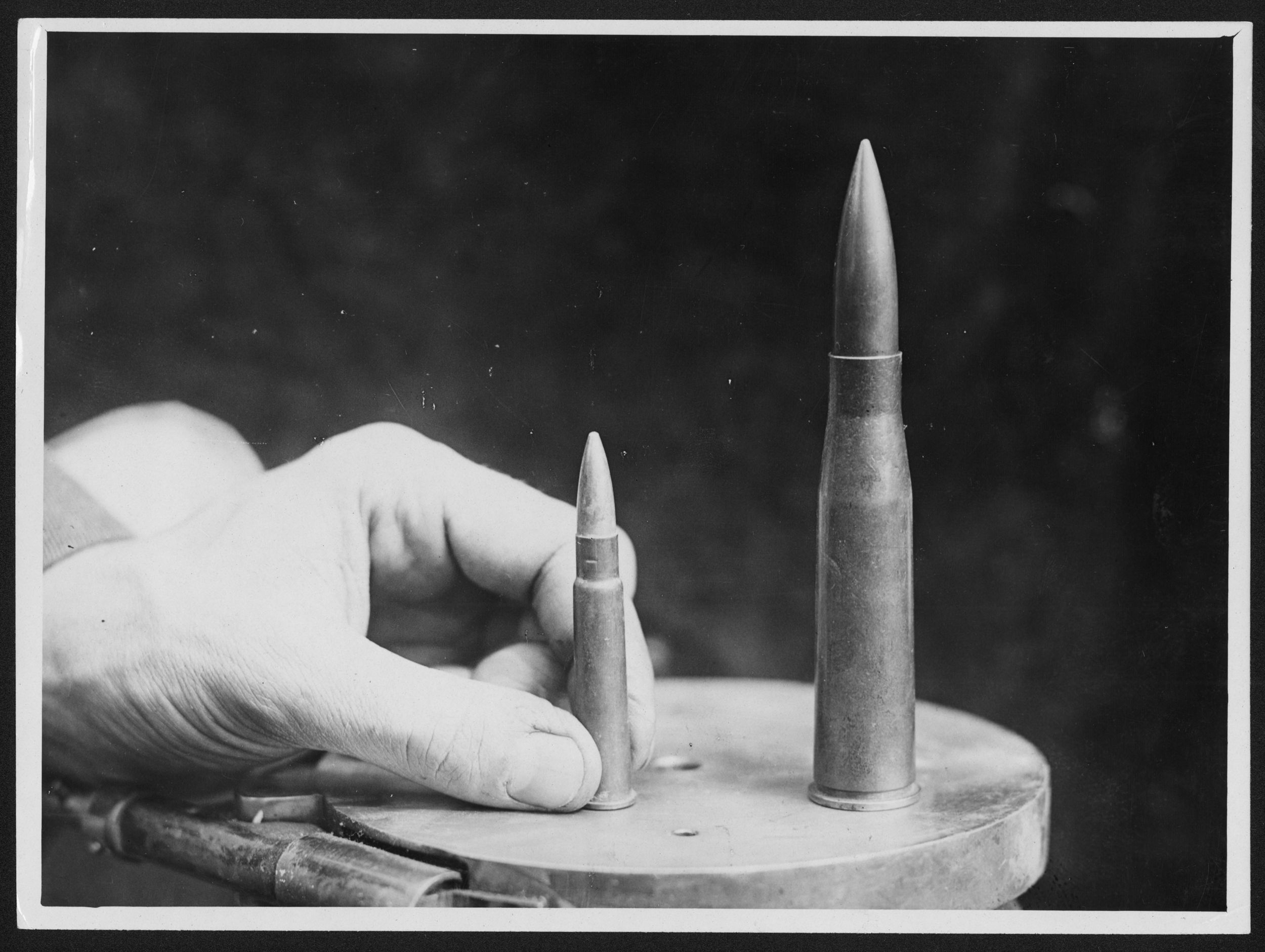
Größenvergleich: links eine .303 British-Patrone, rechts eine 13 × 92 mm HR.

Mit dem Erscheinen der britischen Tanks an der Front wurde der deutschen Heeresführung klar, dass keine geeignete Waffe zu deren Bekämpfung existierte. Daher wurde Mauser im Herbst 1917 mit der Entwicklung eines schweren MGs mit einem Kaliber von 13 bis 15 mm und der dazugehörigen Munition beauftragt. Die Entwicklung des TuF-MGs ging nicht recht voran und wurde schließlich zu MAN verlagert. Um eine schnelle Lösung für die Panzerabwehr zu finden, erhielt Mauser den Auftrag, einen Einzellader für die vorhandene Patrone zu entwickeln, das spätere Tankgewehr M1918.
Die Patrone hat eine stark konische Flaschenhalshülse mit Auszieherrille und einem überstehenden Patronenboden, weswegen sie als Halbrandpatrone (HR, englisch semi-rimmed, SR) bezeichnet wird. Der Geschossdurchmesser beträgt 13,46 mm, das Geschoss ist 64 mm lang. Das stromlinienförmige Vollmantelgeschoss ist mit einem Stahlkern von 10,4 mm Durchmesser und einer Länge von 51,6 mm versehen.

## Leistungen
Das Geschoss der 13 × 92 HR war, verschossen aus dem längeren Tankgewehr, in der Lage, auf 100 m Entfernung 20 mm Panzerstahl zu durchschlagen.